# Vedeldning

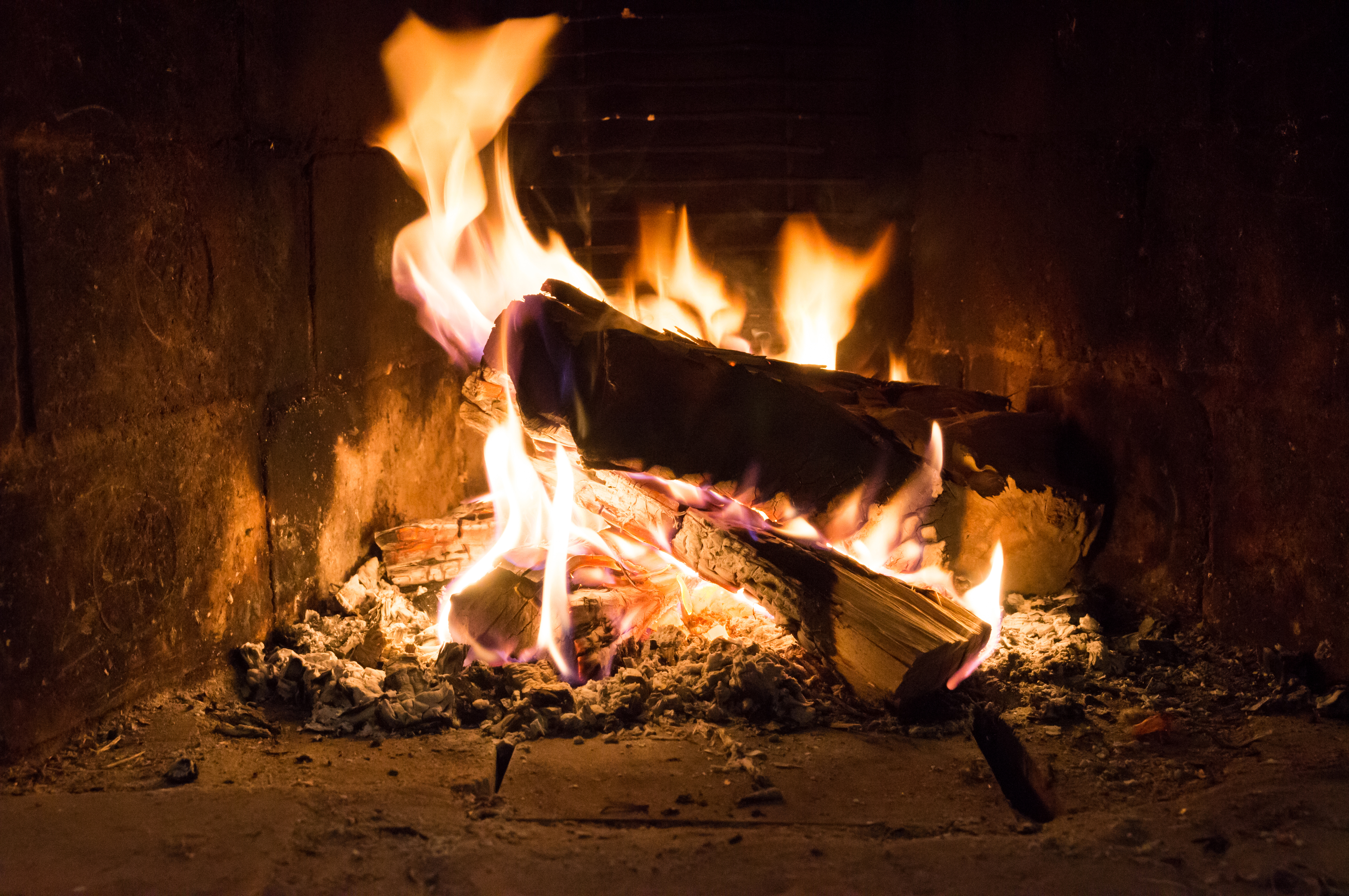
Vedeldning

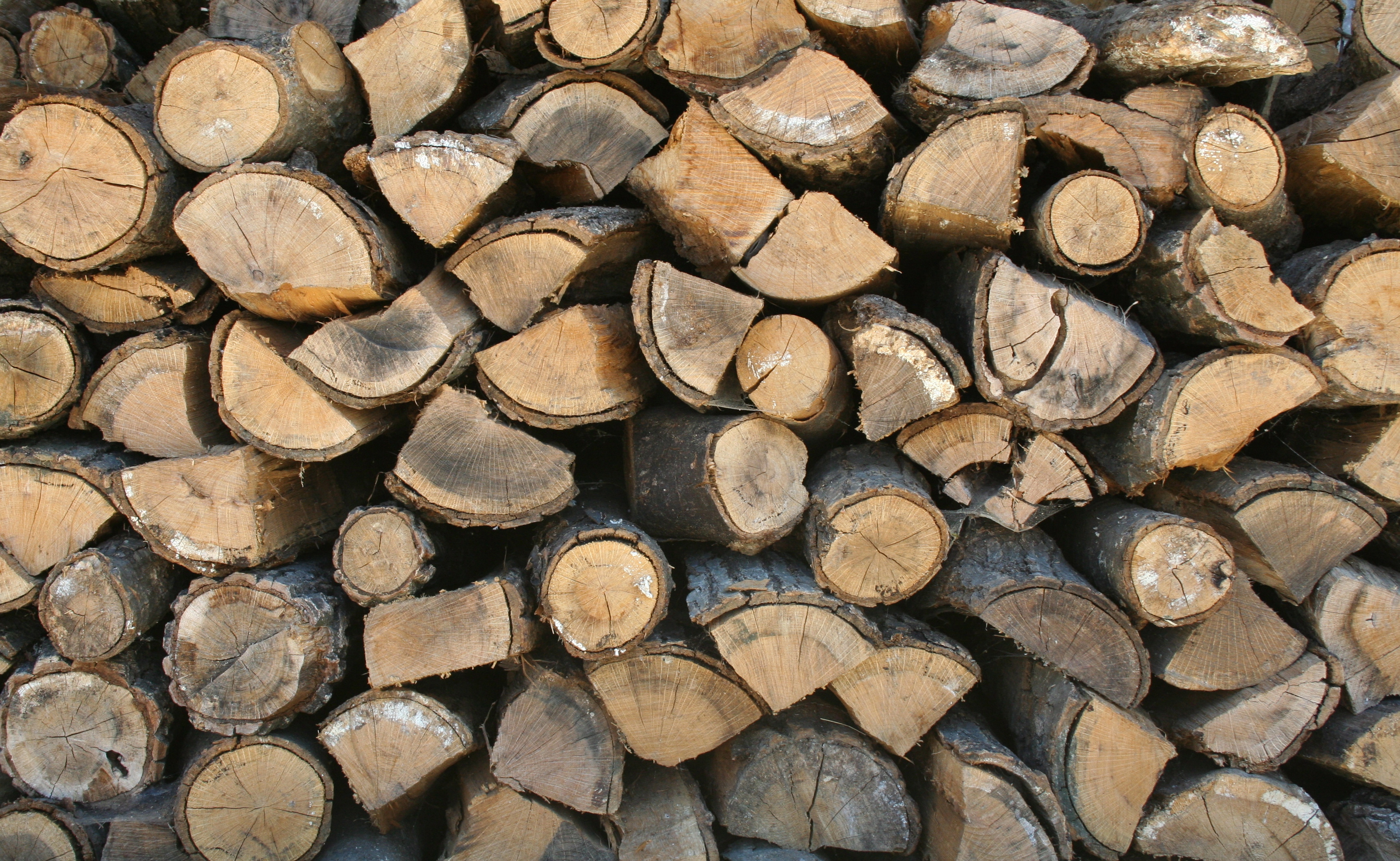
Vedtrave

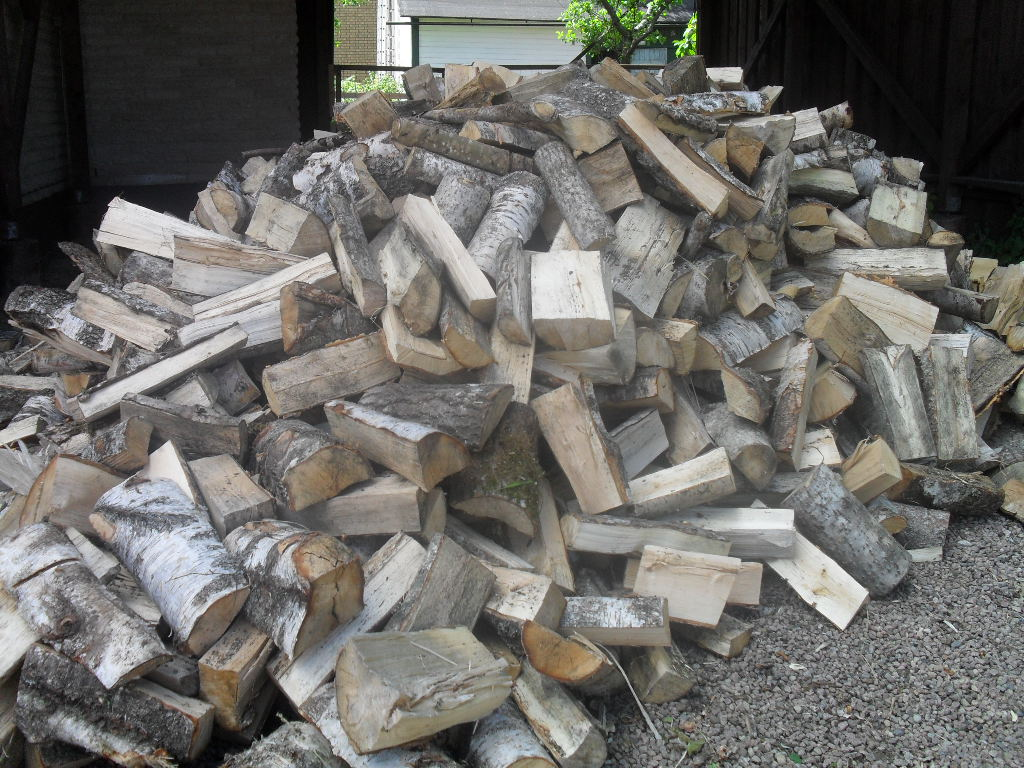
En hög med huggen ved.

Vedeldning med trä i form av ved, vedträ eller bränslepellets av trä är en vanlig källa till värme för uppvärmning av bostäder och matlagning över hela världen. På många håll har den dock numera i stor utsträckning ersatts av andra bränslen, som kol, olja och naturgas. I Sverige värms 20–25 procent[källa behövs] av alla villor upp med vedeldning som huvudsaklig värmekälla.
Kamin och spis används ofta för vedeldning. Nackdelen med dessa för bostadsuppvärmning är att de ger värme endast när det brinner och att bostäderna kan hinna kylas ner kraftigt nattetid när elden har brunnit ut. För att minimera detta finns vanligtvis ett rökgasspjäll som kan stängas till för att minimera värmeförlusterna genom skorstenen. Det är viktigt att elden brunnit ut helt innan spjället stängs eftersom det annars vid syrgasunderskott kan bildas kolmonoxid, som är en mycket giftig gas.

## Utveckling
En tidig utveckling för att effektivisera vedeldning var konstruktionen av kakelugnen, som med hjälp av förlängda rökgaskanaler förmådde ta vara på mer av värmen i rökgaserna än när man eldar i öppen eldstad. Kakelugnarna var uppbyggda av tegel, oftast med en vikt av mer än ett tusen kilo. Teglet ackumulerade värme mellan inläggen av bränsle, vilket gjorde att man blev mindre beroende av att ständigt hålla elden brinnande.
När vattenburen centralvärme introducerades och värmepannor installerades var man tvingad att mer eller mindre elda kontinuerligt när behovet fanns. En värmepanna måste dimensioneras för att kunna värma huset på rimligt kort tid. Ett problem är att detta maximala behov bara föreligger under ett begränsat antal vinterdagar; under alla andra dagar måste pannans lufttillförsel strypas för att radiatorvattnet inte ska koka. En strypt panna medför problem både när det gäller utnyttjande av bränslet och utsläpp av ohälsosamma rökgaser. Det finns även risk att tjära bildas och avsätts i värmepannans eldstad och dess rökgaskanaler samt i skorsten med risk för soteld som följd.
Lösningen på detta problem är att vedpannan ansluts till en eller flera ackumulatortankar som förmår ackumulera energin från ett vedinlägg utan att pannan behöver strypas. Efter att pannan slocknat kvarstår värmen i ackumulatortanken, som sedan kan användas för att under en längre period försörja radiatorerna med varmt vatten.
I en ackumulatortank är det viktigt att vattnet är skiktat. Över skiktet ska vattnet vara markant mycket varmare än under. Från ackumulatortankens topp går varmt vatten ut till husets radiatorer där det avkyls och slutligen rinner tillbaka och tillförs ackumulatortankens botten. När det kallare vattenskiktet har nått toppen av tanken är det dags att elda igen. Skiktningen är viktig eftersom den innebär att radiatorerna kan hålla samma temperatur under tankens hela urladdningscykel, istället för att, som fallet skulle hade varit om varmt och kallt vatten hade blandats i tanken, gradvis bli kallare. Dessutom gör skiktningen det möjligt att använda det varma vattnet i det övre skiktet till att värma tappvarmvatten.
För att bevara det uppvärma vattnets skiktning används utrustning, så kallat laddkoppel, som reglerar cirkulationen av vattnet mellan värmepannan och ackumulatortanken samt tillförseln av varmt vatten till radiatorsystemet. Under uppvärmningen och efter att elden har slocknat förser ackumulatortankarna radiatorsystemet med uppvärmt vatten genom en shuntventil som reglerar temperaturen på det cirkulerande vattnet.

## Värme från vedeldning
Vedeldning är människans äldsta sätt att alstra värme för uppvärmning av bostäder och för matlagning. Vedens värmeinnehåll följer i stort den densitet som veden har. Generellt har ved med hög densitet (såsom bok och ek), en långsam utbränning i träkolfasen. Ved med riktigt hög densitet behöver ofta brinna tillsammans med ved med lägre densitet för att fullständig utbränning skall ske. 
All helt torr ved har ett effektivt värmevärde i området 18,5 till 19,0 MJ/kg. Fukt i veden reducerar det effektiva värmevärdet, som sjunker med drygt 1 procent vid en ökning av fukthalten med 1 procent, dock ej linjärt. Det effektiva värmevärdet för några olika träslag med olika veddensitet visas i följande tabell med angivande av värmevärdet per fastkubikmeter (m3f) vid 20 procents fukthalt, som torde vara typisk nivå vid vedeldning. Veddensitet (oftast benämnd torr-rådensitet) anges som kg torr ved per fastkubikmeter. Eftersom man i värmesammanhang gärna jämför med värme från elkraft anges i tabellen värmevärdena i tabellen också i enheten kWh/m3f.
| Vedslag | Veddensitet, kg/m3f | Effektivt värmevärde, MJ/m3f | Effektivt värmevärde, kWh/m3f |
| ------- | ------------------- | ---------------------------- | ----------------------------- |
| Björk   | 610                 | 8 730                        | 2 420                         |
| Bok     | 680                 | 9 730                        | 2 700                         |
| Gran    | 430                 | 6 150                        | 1 710                         |
| Tall    | 490                 | 7 010                        | 1 950                         |

Det effektiva värmevärdet motsvarar inte den värme man kan tillgodogöra sig vid förbränning. För att beräkna tillgodogjord värme måste man också beakta verkningsgraden, som för mindre förbränningsenheter (pannor och kaminer) ofta bara är 60-75 procent, beroende på utformning. Man kan alltså sluta sig till att ett hus, som kräver 20 000 kWh/år för uppvärmning, behöver elda uppemot 10 fastkubikmeter ved per år i kaminer eller i en villapanna. Detta motsvarar som staplad ved en volym på uppemot 20 m3.

## Ved jämfört med andra uppvärmningsalternativ

### För
- Ved är en förnybar energikälla.
- Ved är en inhemsk energikälla och det finns mycket ved i Sverige. Skogens årliga tillväxt överstiger den årliga avverkningsvolymen.
- Vedeldning är ett mycket ekonomiskt uppvärmningssätt. *Vedeldning i öppen spis eller kakelugn brukar upplevas trivsamt och estetiskt tilltalande. Det är dessutom ett utmärkt sätt att hålla varmt i huset till exempel under elavbrott.
- Själva förbränningen av ved tillför ingen extra koldioxid till atmosfären. Den koldioxid som släpps ut vid förbränning är densamma som togs upp av trädet under dess tillväxt och ingår därför i kolets naturliga kretslopp.

### Mot
- Ved innehåller näringsämnen, som tas upp från växtplatsen (skogen). Om askan ej återförs så kan växtplatsen utarmas på näringsämnen.

- Ved tar jämförelsevis större utrymme att lagra och väger mer än kol och olja. Det kan även vara mera otympligt att hantera än kol, olja och naturgas.

- Traditionell vedeldning, alltså vedeldning utan avgasrening och avancerad förbränningsteknik, kan medföra närmiljöproblem. Sot och aska i avgaserna kan förorena luften. Detta är dock enkelt att undvika, genom att elda med torr ved minimeras utsläppen. Vissa substanser i avgaserna kan vara giftiga och besvära luftvägar för känsliga människor. Införande av el-värme och modern, effektiv eldning av gas, olja, kol och i synnerhet fjärrvärme i Sverige har förbättrat luftkvaliteten i tätorter avsevärt. Generellt är fjärrvärme att föredra framför mindre, enklare förbränningsanläggningar eftersom man kan ha mera avancerad teknik så att förbränning och avgasrening blir bättre.

## Vilket trä ska eldas?
Gammal erfarenhet säger att ved ska fällas på vintern, kapas och klyvas före midsommar och sedan få torka under tak. Färsk ved innehåller cirka 60 procent vatten. Ved torkad i en väl ventilerad vedbod har en fukthalt på 15-20 procent, vilket är utmärkt. Ved som fått torka utomhus under skydd av tak har en fukthalt på 20-30 procent. Om fukthalten är högre än 30 procent bör den inte eldas.
Stockar ska inte ligga obarkade i skogen under en längre period. Detta eftersom träd som har fått ligga för länge inte går att få torra, oavsett hur länge de lagras. När torkprocessen inte kommer i gång, och fukten stannar kvar i träet, startar den naturliga nedbrytningen, bakterier börjar etablera sig, och det bildas slem runt de invändiga träfibrerna. Detta gäller framförallt lövträd. Tall och gran är inte lika utsatta för den här sortens bakterieangrepp, och klarar att ligga och vänta en längre period i skogen.